# Cristina Mantis
Cristina Mantis, all'anagrafe Cristina Felicetti (Cassano allo Ionio, 9 febbraio 1970), è un'attrice e regista italiana.

## Biografia
Diplomata alla Scuola Internazionale di Teatro diretta da Emmanuel Gallot Lavallée e alla Fattoria dello Spettacolo, inizia giovanissima la carriera teatrale nel C.T.M.(Centro Teatrale Meridionale), con Gente in Aspromonte di Corrado Alvaro, per la regia di Franco Molè. Seguono anni di perfezionamento nel teatro sperimentale e d'impegno sociale in cui darà voce ai personaggi femminili più disparati.
Dal 1995 posa come modella per Gino De Dominicis il grande artista della Transavanguardia e dell'Arte Concettuale, grazie al quale si avvicina alla dimensione dell'arte figurativa.
Nel 2000 si trasferisce negli Stati Uniti e al Cafè La MaMa di New York dove interpreta Ecate nello spettacolo d'avanguardia The Dream of the Phoenix, diretto da Alexandros Hahalis.
Nel 2002 in occasione del Giorno della Memoria, con lo spettacolo Eutanasia di un ricordo, ottiene La Medaglia d'argento del Presidente della Repubblica allo Spettacolo.
Nel 2005 inizia un'importante collaborazione con il Teatro Ateneo, a cui segue la messa in scena di Infrarossi, in occasione dei festeggiamenti per i 700 anni dell'Università La Sapienza di Roma.
Nel 2006, interpreta il mockumentary La vera leggenda di Tony Vilar di Giuseppe Gagliardi. Negli ultimi anni, contemporaneamente all'attività di attrice, prosegue l'avvicinamento alla regia e si intensifica il suo attivismo per il rispetto dei diritti umani, che la vede impegnata su vari fronti. Nel 2008 realizza Il carnevale di Dolores, un documentario sul mondo sommerso dei senza dimora, vincitore al Tekfestival come miglior documentario italiano. Nel 2010 realizza il documentario Magna Istria, un viaggio nella storia dolorosa e controversa dell'Esodo. Nel 2015 ha realizzato il film documentario Redemption Song, a tematica migratoria, vincendo il Riconoscimento Rai Cinema, al festival Visioni dal Mondo. 
Nel 2021 realizza 
il documentario Fertilia istriana, storia di accoglienza esemplare in terra sarda, degli esuli istriani dopo il secondo conflitto mondiale. Nel 2024 realizza 
il film documentario Kalavría, la storia di un naufrago, Ulisse contemporaneo, che rinasce in un sud del mondo.

## Filmografia

### Regista
- Liparaio-Meligunis, di Angelo Merlino - Videoclip (2005)
- Bestiario, di Nasodoble - Videoclip (2006)
- Infrarossi, Teatro Ateneo (2006)
- Il carnevale di Dolores - documentario (2008)
- Stadio Filadelfia - cortometraggio (2010)
- Magna Istria - documentario (2010)
- Il pranzo di Natale - documentario partecipato (2011)
- Intervista ad Andrés Neumann e Leonetta Bentivoglio su Pina Bausch - documentario (2011)
- Lily Salvo - La struttura dei sogni - videoarte (2012)
- Wings of Memory, the Sacred of our Soul!, di Alexandros Hahalis - Videoclip (2012)
- Redemption Song - documentario (2015)
- Tafabambojo, di Moustapha Mbengue & Tam Tam Morola - Videoclip (2015)
- Yayou Niama, di Moustapha Mbengue & Tam Tam Morola - Videoclip (2015)
- Amoul Solo, di Ismaila Mbaye - Videoclip (2016)
- Roy ci mam cheickh, di Moustapha Mbengue & Tam Tam Morola - Videoclip (2016)
- Il segreto di Hamida - cortometraggio (2017)
- Assalamalekoum, di Moustapha Mbengue & Tam Tam Morola - Videoclip (2017)
- Kemi Seba al Baobab - cortometraggio documentario (2018)
- Carton Rouge à l'Immigration Clandestine, di artisti vari - Videoclip (2019)
- Come l'amore, di Pietra Montecorvino - Videoclip (2019)
- W chi non conta niente, di Eugenio Bennato - Riprese Videoclip (2019)
- Gift - mediometraggio (2019)
- Arrivederci Fratello Mare, di Stefano Di Battista, Nicky Nicolai, Claudio Baglioni, Luca Barbarossa, Frankie hi-nrg mc - Videoclip (2020)
- Fertilia istriana - documentario (2021)
- Wo Yarabi Sönon - Apri gli occhi, di Kaporo Mengueh - Videoclip (2022)
- Kalavría - film documentario (2024)

### Attrice
- Ai confini della città, regia di Roberto Di Vito - cortometraggio (1998)
- Sogno di una notte di mezza estate (A Midsummer Night's Dream), regia di Michael Hoffman (1999)
- Io confesso, regia di F. Di Pretoro - cortometraggio (2001)
- Fate e transistor, regia di Giovanni Sole - mediometraggio (2003)
- Un papà quasi perfetto, regia Maurizio Dell'Orso - serie TV (2003)
- Roma, regia di Michael Salomon - serie TV (2005)
- La squadra, regia di Gianni Leacche - serie TV (2006)
- La vera leggenda di Tony Vilar, regia Giuseppe Gagliardi (2006)
- Legami di sangue (film 2006)|Legami di sangue, regia di Paola Columba (2006)
- Agosto (film 2008)|Agosto, regia di Gianluca Gargano (2008)
- Ruggine, regia di Daniele Gaglianone (2011)

## Teatro

### Attrice
- Tributo a Ellen Stewart, con Alexandros Hahalis, regia A. Paciotto. Festival dei Due Mondi - Spoleto (2011)
- I giovani Holden- Locri-Roma a/r, regia A. Carabetta, (2008)
- Omaggio a Fabrizio De André,  'A livella di Totò, Locanda Atlantide - Roma (2007)
- Apollo tra le muse, regia Alexandros Hahalis, Festival dei Musei - Spoleto (2006)
- Io, donna kamikaze, regia E. Raja. Giardini della Filarmonica - Roma (2005)
- Lo specchio delle farfalle, di Tonino Guerra, regia F. Garcea (2003)
- Eutanasia di un ricordo, Giornata della Memoria, regia V. Pavoncello (2002)
- La Moscheta, di Ruzante, regia D. Pantano (2001)
- The dream of the Phoenix, regia Alexandros Hahalis, La MaMa Experimental Theatre Club - New York (2000)
- La rivoluzione di Fra' Tommaso Campanella, di Corrado Alvaro, con Arnoldo Foà, regia Mario Moretti (1999)
- La voce umana, di Jean Cocteau, regia Claudio Boccaccini (1998)
- La fuga: la tragedia degli Alberti di Pentedattilo, regia Giovanni Anfuso (1998)
- Le tre monete, di Tito Maccio Plauto, regia C. Costantini (1997)
- Me ne vado…, di e con Remo Remotti (1997)
- Saffeide, regia Claudia Venditti (1997)
- The misteries of Eleusis, regia Vassilis Kalistis (1996)
- La mandragola, di Niccolò Machiavelli, regia Beppe Ghiglioni (1996)
- Gente in Aspromonte, di Corrado Alvaro, regia Franco Molè (1995)
- Cercasi circo, regia E.G.Lavallée (1993)
- Telekatodica, regia E.G.Lavallée (1992)
- Così è se vi pare, di Luigi Pirandello, regia P. Manzari (1991)
- Mago Merlino, regia L. Luisi (1990)
- Il sentiero segreto, regia L. Luisi (1989)